# 布泰拉
布泰拉（義大利語：Butera），是意大利卡尔塔尼塞塔省的一个市镇。总面积295平方公里，人口5004人，人口密度17.0人/平方公里（2009年）。ISTAT代码为085003。

## 友好城市
- 德国盖沃尔斯贝格
- 義大利甘贝拉拉